# Waltham Cross
Waltham Cross è un comune di 10 000 abitanti della contea dell'Hertfordshire, in Inghilterra.